# Българска асоциация на производителите и износителите на облекло и текстил
Българската асоциация на производителите и износителите на облекло и текстил (БАПИОТ) е създадена през 1999 г. за защита интересите на българските производители на облекло и текстил и обединява 145 фирми-членки и 1 колективен член – производители на текстил, облекла от трикотаж и тъкани платове, аксесоари, дистрибутори на машини за текстилната промишленост. Приоритетни за организацията са: участието в обществения диалог за изготвяне на промени в областта на трудовото право в интерес и на работниците и на производителите; промени в професионалното образование, улесняващи придобиването на професионални умения с участие в производствения процес; облекчаване на процедурите за назначаване на бежанци за запълване на дефицита на човешки ресурси в сектора.

## История и управление
БАПИОТ е създадена през 1999 г. Органите на организацията са Общо събрание и Управителен съвет. В Общото събрание участват всички членове, то се провежда веднъж годишно (редовно общо събрание), но при необходимост може да бъде свикано извънредно общо събрание от Управителния съвет или по искане на една трета от членовете на сдружението. Управителният съвет, както и неговият председател, се избират от Общото събрание с мандат от 3 години.

През 2010 г. сдружението приема професионален етичен кодекс, в който са заложени неговите основни принципи: честна и лоялна конкуренция в бизнес-отношенията, отговорно публично поведение, опазване на околната среда, защита здравето и безопасността на служителите, работниците и потребителите.

## Членство в други организации
- БАПИОТ е член на организацията-шапка на европейската текстилна индустрия EURATEX, чрез която текстилът и облеклото в страната са представлявани на нивото на Европейския съюз.
- БАПИОТ е пълноправен член на най-голямата световна организация в бранша – International Apparel Federation (IAF), членува в Българската търговско-промишлена палата (БТПП) и поддържа ползотворно сътрудничество с Изпълнителната агенцията за насърчаване на малките и средни предприятия (ИАНМСП), различни неправителствени организации и сродни европейски организации.

## Дейности
БАПИОТ извършва следните приоритетни дейности:
- Води преговори за реализиране на адекватна държавна политика в сектора;
- Участва в обществения диалог за изготвяне на промени в областта на трудовото право в интерес и на работниците и на производителите;
- Инициира промени в професионалното образование, улесняващи придобиването на професионални умения с участие в производствения процес;
- Работи за облекчаване на процедурите за назначаване на бежанци за запълване на дефицита на човешки ресурси в сектора;
- Проучва пазарите на българско облекло и текстил, работи за повишаване познанията на чуждестранния купувач за предимствата на българските производители;
- Промотира българската шивашка и текстилна индустрия в чужбина и съдейства на членовете си за установяване на делови контакти с чужди фирми.

## Инициативи
През 2000 г. с подкрепата на своите членове БАПИОТ участва в инициатива по премахването на регистрационния режим за износ на облекло и текстил за ЕС, който съществува две години след отпадане на квотите за износ.–
През 2003 – 2004 г. БАПИОТ е партньор в разработването на секторната стратегия „Премяна България – производство на облекло“ – израз на правителствената политика за развитие на бранша.
Организацията участва чрез свои представители и в работни групи по специфични проблеми на бранша, срещи, дискусии и други прояви, инициирани от правителствени институции или обществени организации.
През 2005 година по инициатива на БАПИОТ Министерството на икономиката, чрез ИАНМСП, спонсорира участие на български фирми на 5 национални щанда на международни панаири: CPD, Дюселдорф – зимно и лятно издание; Moda Prima, Милано – пролетно и есенно издание, CPM, Москва и Fashion in the World, Сърбия и Черна Гора.
Асоциацията организира Балканското изложение за облекло и текстил – BGate. Специализираното международно business-to-business изложение осигурява професионална среда за среща на производители, търговци, дизайнери и партньори от свързаните с текстила индустрии от различни страни.

## Сектор „Облекло и текстил“ в България
Секторът е най-големият работодател след държавата, осигуряващ повече от 130 000 работни места. Облекла и текстил за рекордните 1,8 млрд. евро е изнесла България през 2013 г.
През 2012 г. секторът е изнесъл продукция за 1,671 млрд. евро, което означава, че има ръст от 8,5% в износа ни на текстил. За сравнение през върховата 2006 г. секторът е отчел експорт от 1,784 млрд. евро. По това време водещите предприятия са в отлична форма, модернизирани и технологично обновени. Следва глобалната финансова криза, която обърква плановете на бизнеса – множество по-малки фирми фалират, други намаляват производството си.
От 2012 г. България е отново на картата на големите марки. Те обръщат гръб на Далечния изток и връщат производството си в региона. България и Румъния стават сред най-предпочитаните страни, производителки на облекло. Оптимистични са очакванията и за 2014 г.
Силата на българските производители и износители на облекло и текстил е в по-високия клас продукти – мъжки костюми, сака, палта и дамски облекла, които се шият за водещи световни марки. В България се изпълняват поръчки на „Армани“, „Хуго Бос“, „Монклер“, „Бърбъри“, „Макс Мара“ и други.
Браншът осигурява работна заетост на около 120 хил. души. Сред големите работодатели с над 1000 души персонал са „Пирин-Текс“ – Гоце Делчев, „Брилянт“ – Пловдив, „Мизия“ – Плевен, „Димитров“ ООД – Плевен, „Дзалли“ и други.